# 今宮義教
今宮 義教（いまみや よしたか）は、江戸時代の久保田藩士。修験・社人頭領。父は今宮義賢（凉松院）。子は今宮永教（外記）、今宮義透（大学）など7子。

## 経歴
正保3年（1646年）、今宮義賢の子として出羽国仙北郡角館東勝楽丁にて誕生。
寛文6年（1666年）に父とともに大和国金峰山に入峰する。その後、今宮家の家督と修験・社人頭領を継承し、領内の社人・僧侶・修験者を統括した。ところが、寛文年中より久保田藩が今宮家が世襲してきたこれらの支配権を寺社奉行に与える措置をとったことにより、両者の間で確執が生じていた。
延宝8年（1680年）2月、それまで藩から直接行われた諸令達を角館所預の一門・佐竹北家より行われること、「角館境目御用」を理由に今宮家の組下は佐竹北家の指示に従って勤務すること、などとされたが、これを今宮家への冷遇として反発、家中50人が久保田城下に出て、藩に抗議する騒ぎとなる。また、同年3月に藩主佐竹義処より久保田城下移住を命じられるがすぐに従わず、同年閏8月に仙北角館から久保田城下に移住する。その他、組下の者や今宮家の分家とともに藩主義処に再々不満を訴えることが多かった。
ついに延宝9年（1681年）に修験・社人頭領の権と組下の支配権を剥奪され、嫡男の永教とともに佐竹義房邸に幽閉される。
貞享2年（1685年）に謹慎のまま隠居して、元禄3年（1690年）に久保田城下の今宮家邸に移されて謹慎、元禄8年（1695年）に赦免される。なお、久保田城下の今宮邸謹慎中に七子の義透が誕生する。享保4年（1719年）に74歳の高齢ながら藩主佐竹義峯に柳生心影流剣術と新天流槍術を上覧。
享保12年（1727年）、死去。戒名は林法院珍南良珠。墓所は闐信寺。

## 人物
- 生来、勇猛剛毅の性分で、延宝7年（1679年）に玉川対岸の押切でかかった相撲興行で飛び入り参加して大関力士を投げ飛ばした逸話がある。また｢北家義明日記｣によれば、久保田城下移住の際に美々しく仰々しく飾りたてた行列で久保田城下に移ったとしている。
- 武芸を好み、特に柳生心影流剣術と新天流槍術に優れた。津の守流剣術の創始者とされる。